# Joseph Keter
Joseph Keter (* 13. Juni 1969 in Lessos, Kenia) ist ein ehemaliger kenianischer Leichtathlet, der bei den Olympischen Spielen 1996 in Atlanta Gold im 3000-Meter-Hindernislauf gewann.
Keter lief 1992 mit 8:21,74 min zum ersten Mal eine Zeit auf internationalem Niveau. 1993 und 1994 siegte er bei den kenianischen Landesmeisterschaften. Sein erster großer internationaler Erfolg war der Sieg bei den Afrikameisterschaften 1993 in Durban. 1995 lief Keter in 8:09,59 min erstmals unter 8:10 Minuten. 
Bei den Olympischen Spielen in Atlanta gewann er sowohl seinen Vorlauf als auch sein Halbfinale sicher. Im Finale konnten sich die beiden Kenianer Moses Kiptanui und Joseph Keter sowie der Italiener Alessandro Lambruschini vom Feld lösen und kämpften die Medaillen unter sich aus. Keter siegte dabei in persönlicher Bestzeit von 8:07,12 min vor Kiptanui, der 1991, 1993 und 1995 den Weltmeistertitel gewonnen hatte. Eine Woche nach den Olympischen Spielen lief Keter beim Sportfest in Monaco die schnellste Zeit seiner Karriere in 8:05,99 min. 1997 gewann Keter den IAAF Grand Prix über 3000 Meter Hindernis. 1998 lief er in 8:08,91 min letztmals eine Weltklassezeit.
Keter war während seiner sportlichen Laufbahn Offizier der kenianischen Luftwaffe. Bei einer Körpergröße von 1,78 m betrug sein Wettkampfgewicht 64 kg.